# Ри Пён Чхоль
Ри Пён Чхоль (кор. 리병철; род. 1948, КНДР) — северокорейский военный, государственный и политический деятель. Маршал Корейской народной армии. Дважды Герой КНДР. Герой Труда КНДР.

## Биография
Образование получил в Революционной академии Мангёндэ и Военном университете имени Ким Ир Сена. Служил на различных командных и штабных должностях в Военно-воздушных силах Корейской народной армии, командовал авиационным полком (аэродром Чанджин), а также другими  воинскими частями  ВВС КНА. Некоторое время проходил службу на ответственных должностях в Генеральном штабе Корейской народной армии. За отличия в воинской службе был награждён высшей государственной наградой КНДР - орденом Ким Ир Сена и избран депутатом  Верховного народного собрания КНДР. В 2008 году был назначен командующим Военно-воздушных сил Корейской народной армии (с 2012 года — Военно-воздушные и противовоздушные силы Корейской народной армии). В сентябре 2010 года на 3-й конференции Трудовой партии Кореи он был избран членом ЦК партии и Центрального военного комитета партии.
В начале  декабря 2014 года был  назначен первым заместителем заведующего отделом  военной промышленности  ЦК Трудовой партии Кореи.  С 12 мая 2016 года избран  кандидатом в члены  Политбюро ТПК. 31 декабря 2019 года избран членом  Политбюро ТПК и назначен заведующим отделом военной промышленности  ЦК ТПК.  
23 мая 2020 года назначен заместителем Председателя Центральной военной комиссии ТПК. 13 августа 2020 года  избирается членом Постоянного комитета Политбюро ТПК. 10 января 2021 года избирается Секретарем  ЦК Трудовой партии Кореи с сохранением должности зам. Председателя ЦВК ТПК.  
25 марта 2021 года руководил двумя  успешными испытательными пусками новой баллистической ракеты малой дальности, известной как KN-23.
29 июня 2021 года был отстранен от всех своих занимаемых должностей за «саботаж реализации важных решений партии по чрезвычайному карантину», однако уже в апреле-июне 2022 года был вновь восстановлен в них.

#### Воинские звания
| генерал-майор | генерал-лейтенант | генерал-полковник |
| ------------- | ----------------- | ----------------- |
|               |                   |                   |
| апрель 1992   | апрель 1996       |                   |
| генерал армии | вице-маршал       | маршал КНА        |
|               |                   |                   |
| апрель 2010   |                   | октябрь 2020      |